# 알렉산드레타 산자크

1921년부터 1922년까지 프랑스의 위임통치령을 나타낸 지도

알렉산드레타 산자크(튀르키예어: İskenderun Sancağı, 프랑스어: Sandjak d'Alexandrette, 아랍어: سنجق الإسكندرونة)는 과거 알레포 빌라예트에 속했던 카자 2개(알렉산드레타, 안티오크)가 묶여 생긴 프랑스 위임통치령 시리아의 산자크로 이후 1921년 앙카라 조약 7조에 의해 자치령이 된 지역이다. 이 7조에는 "알렉산드레타 지역에 대해 특별행정기구가 설치되어야 한다. 이 지역의 터키 주민들은 문화발전을 위한 시설을 즐길 수 있다. 이 지역은 터키어를 공용어로 두어야 한다"라고 명시되어 있다. 이 지역은 순니파 무슬림, 알라위파, 시리아 정교회, 안티오키아 그리스 정교회, 멜키트 그리스 가톨릭교회, 마론파 등 다양한 종교를 가진 아랍인과 튀르크족이 대다수를 이루고 있었다. 그 외에도 아르메니아인, 그리스인, 아시리아인, 유대인, 쿠르드인도 공동체를 이루어 살고 있었다.
1923년 알렉산드레타는 알레포국의 한 지역이 되었으며 1925년에는 특별행정구역 지위는 유지한 채로 시리아국의 한 지역이 되었다.
1936년 산자크 선거에서는 시리아를 프랑스로부터 독립시키자는 의원 2명이 당선되었으며, 터키-시리아 언론에서 관련 보도들을 쏟아내고 독립을 요구하는 소요가 계속되었다. 1937년 11월에는 국제 연맹의 중재로 맺어진 조약을 통해 자치권을 부여받았다. 이 새로운 지위 하에서는 외교적 수준에서 프랑스 위임통치령과 "별개이나 분리되지는 않은" 상태로 있었고, 국방 문제는 프랑스-터키 양국이 감독을 맡았다.

## 인구
1936년 시행된 프랑스 주관 고등판무관의 인구조사에 따르면 총인구 22만 명 중 튀르크인이 39%를, 아랍어를 사용하는 알라위파가 28%를, 아르메니아인이 11%를, 수니파 아랍인이 10%, 기타 기독교인 8%, 체르케스인, 유대인, 쿠르드인은 4%를 차지했다. 단일 종교민족집단 중에서는 튀르크인이 제일 많은 지분을 차지했으나, 수니파, 알라위파, 기독교인을 포함한 단순 아랍어 구사자는 이보다 더 많은 수를 차지했다.
| 1936년 프랑스의 인구조사에 따른 하타이국 인구분포 |           |      |
| 민족군                                            | 주민      | %    |
| 아랍인                                            | 101,200명 | 46%  |
| 알라위파                                          | 61,600명  | 28%  |
| 수니파 아랍인                                     | 22,000명  | 10%  |
| 멜티크파, 그리스인, 기타 기독교인                 | 17,600명  | 8%   |
| 튀르크인                                          | 85,800명  | 39%  |
| 아르메니아인                                      | 24,200명  | 11%  |
| 체르케스인, 유대인, 쿠르드인                      | 8,800명   | 4%   |
| 총합                                              | 220,000명 | 100% |

## 1938년 유권자등록 및 선거

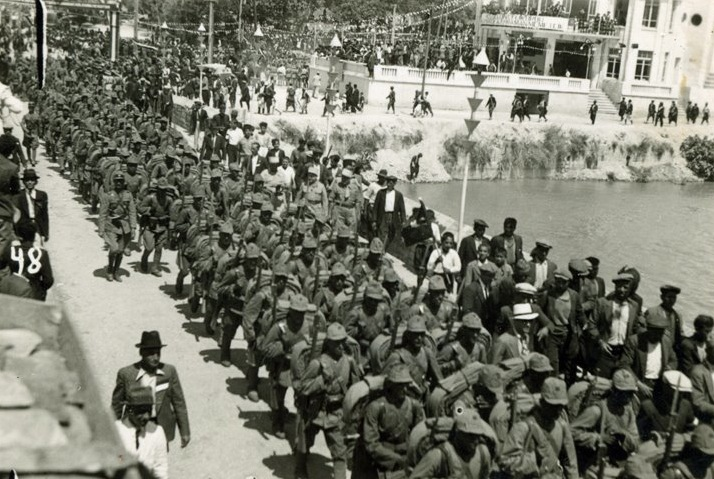
1938년 7월 5일, 이스켄데룬으로 진군하는 대령 쉬크리 카나틀의 터키군 병력

산자크 의회 의석 배분은 국제적 감독하에 1938년 프랑스가 조사한 인구조사의 민족구성을 따와 반영했다. 총 40석의 의석 중 22석은 튀르크인, 9석은 알라위파, 5석은 아르메니아인, 2명은 수니파 아랍인, 2석은 안티오키아 그리스인에게 배분되었다. 이 의회 의석 재편성은 1938년 7월 5일 터키군의 개입으로 파야스와 하사에서 인구 대부분을 차지하는 아랍인 및 아르메니아인 대학살이 벌어지기 전에 이루어진 일이였다. 또한, 터키는 튀르크인 수만명을 알렉산드레타 산자크로 이주시켜 유권자로 등록시키고 투표를 진행했다. 더욱이, 터키는 지속적으로 알레비파와 체르케스인을 튀르크인이라고 지속적으로 선전해왔고 의석 재분할 이후 여러 일이 발생했기 때문에 결과마저 의문점이 많았다.
1938년 7월 22일 기준 공식 유권자수는 산자크 내 57,008명이였으며, 민족별 유권자수는 다음과 같았다.
- 튀르크인: 35,847명
- 알라위파: 11,319명
- 아르메니아인: 5,504명
- 그리스 정교회인: 2,098명
- 아랍인 (수니파 무슬림): 1,845명
- 기타: 359명

산자크 의회 40석 중 카자별 의석배분은 다음과 같았다.
- 안타키아: 튀르크인 14석, 알라위파 7석, 아르메니아인 2석, 수니파 아랍인 2석, 그리스 정교회인 1석
- 이스켄데룬: 튀르크인 3석, 알라위파 2석, 아르메니아인 1석, 그리스 정교회인 1석
- 키리한: 튀르크인 5석, 아르메니아인 2석
- 총합: 튀르크인 22석, 알라위파 9석, 아르메니아인 5석, 수니파 아랍인 2석, 그리스 정교회인 2석

유권자 등록이 이루어졌으나 실제 선거가 이루어지진 않았으며, "승인된" 산자크 의회는 터키-프랑스 양국에게 위임받았다. 1938년 8월 25일 아타튀르크의 임명을 받은 타이푸르 쇨크만은 되르트롤에서 안타키아로 도착하여 행정을 장악했다.

## 하타이국

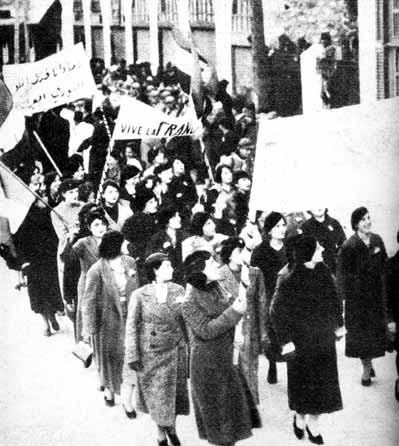
1939년, 다마스쿠스에서 알렉산드레타 산자크의 터키 합병에 반대하는 여성 시위대. 그중 한 문구에는 "시리아 아랍 산자크를 위해 우리의 피가 희생되었다"라고 적혀 있다.

1938년 9월 2일, 의회는 알렉산드레타 산자크를 하타이국으로 선포하였다. 이 국가는 이후에도 1년간 터키-프랑스의 합동 군사 감독하에 있었다. "하타이"라는 국명은 아타튀르크가 제시한 것이였으며 하타이 정부는 사실상 터키 지배하에 있었다. 하타이국의 대통령 타이푸르 쇨크만은 1935년 터키 의회 안탈리아주에서 선출된 의원이였으며 총리 아부드라흐만 멜레크 또한 가지안테프주에서 선출된 의원으로 1939년 멸망 직전까지 총리직을 가지고 있었다. 1939년에는 하타이국이 터키의 하타이주가 되었다.